# ليزلي كينغ
ليزلي كينغ (بالإنجليزية: Leslie King)‏ (13 نوفمبر 1963 بنيوزيلندا - ) هي لاعبة كرة قدم نيوزلندية في مركز حراسة المرمى. شاركت مع منتخب نيوزيلندا الوطني لكرة القدم للنساء.

## وصلات خارجية
- ليزلي كينغ على موقع الاتحاد الدولي (مؤرشف)  (الإنجليزية)